# Козловский, Евгений Александрович
Евге́ний Алекса́ндрович Козло́вский (7 мая 1929, Довск, Могилёвский округ — 20 февраля 2022, Москва) — советский и российский геолог, министр геологии СССР (1975—1989), член Российской академии естественных наук, профессор (1975). Кандидат в члены ЦК КПСС (1976—1990), депутат Верховного Совета СССР 10—11-го созывов. Лауреат Ленинской премии и двух Государственных премий Российской Федерации.

## Биография
Родился 7 мая 1929 года в селе Довск Рогачёвского района (Гомельская область, Белорусская ССР).
В 1948 году окончил Минское артиллерийское училище.
В 1953 году окончил Московский геологоразведочный институт им. С. Орджоникидзе.
С 1953 года начал работать в Дальневосточном геологическом управлении: старший буровой мастер, главный инженер Гаринской гидрогеологической экспедиции, заместитель начальника геологического отдела, главный инженер, начальник Комсомольской экспедиции.
В 1965—1973 годах — начальник Технического управления Министерства геологии РСФСР, одновременно с 1970 года член коллегии министерства.
В 1973—1974 годах — директор Всесоюзного научно-исследовательского института экономики минерального сырья и геологоразведочных работ (ВИЭМС) Министерства геологии СССР и АН СССР.
Государственная и политическая деятельность
С 1974 года — заместитель министра геологии СССР.
С 29 декабря 1975 по 7 июня 1989 года — министр геологии СССР.
В 1995 году баллотировался в Государственную думу от КПРФ.
Научная работа
Доктор технических наук (1973), профессор (1975). Заведующий кафедрой оптимизации геологоразведочных процессов Московской государственной геологоразведочной академии (РГГРУ им. С. Орджоникидзе) с 1990 по 2009 год. Автор многих монографий, статей и изобретений в области методики, технологии и техники геологоразведочных работ.
В 1984 году — Президент 27 Сессии Международного геологического конгресса в Москве.
В 1999 году вышла его монография «Минерально-сырьевые проблемы России накануне XXI века».
Предпринимательская и общественная деятельность
В 1992 году стал президентом Международной акционерной геологической компании (МАКГО).
В 2004 году избран сопредседателем Союза поддержки и развития отечественных сервисных компаний нефтегазового комплекса, созданного для защиты интересов российских компаний в сфере осуществления подрядных работ в нефтегазовом комплексе.
Скончался 20 февраля 2022 года в Москве. Похоронен на Троекуровском кладбище.

## Награды, премии и звания
- Орден «За заслуги перед Отечеством» IV степени
- Орден «За заслуги перед Отечеством» III степени
- Орден Ленина
- Орден Трудового Красного Знамени
- Орден «Знак Почёта»
- 1964 — Ленинская премия
- 1998 — Государственная премия Российской Федерации
- 2002 — Государственная премия Российской Федерации
- 2011 — Почётная грамота президента Российской Федерации[7] (Отказался)[8].

Почётные звания
- 1979 — Почётный разведчик недр
- 1979 — Почётный нефтяник
- 1979 — Почётный работник газовой промышленности
- 1995 — Заслуженный деятель науки и техники Российской Федерации — за заслуги в научной деятельности
- 1996 — Почётный работник угольной промышленности.

## Членство в организациях
- 1955 — КПСС
- 1992 — Российской академии естественных наук (член Президиума и вице-президент РАЕН[9])
- Совет внешнеэкономической политики при Министерстве внешнеэкономических связей РФ (председатель минерально-сырьевой секции)
- Международная академия минеральных ресурсов
- Руководитель Группы советников МГРИ
- Учёные советы в МГРИ, СПбГУ и ВИМС.